# Robert Koch-Institut
Das Robert Koch-Institut, kurz RKI, ist die biomedizinische Leitforschungseinrichtung der deutschen Bundesregierung. Zentrale Aufgabe des RKI ist die öffentliche Gesundheitspflege.
In seiner Eigenschaft als Bundesinstitut für Infektionskrankheiten und nicht übertragbare Krankheiten wurde das RKI als selbständige Bundesoberbehörde im Geschäftsbereich des Bundesministeriums für Gesundheit errichtet. Der Hauptsitz befindet sich im Berliner Ortsteil Wedding.
Das RKI ist nach dem Mediziner und Mikrobiologen Robert Koch benannt, auf den das Institut auch zurückgeht. Es hieß dementsprechend zunächst Preußisches Institut für Infektionskrankheiten Robert Koch und war in seiner Frühgeschichte Wirkungsstätte der Nobelpreisträger Emil Behring (1901), Robert Koch (1905) und Paul Ehrlich (1908).

## Aufgaben
Die Aufgaben umfassen sowohl die Beobachtung des Auftretens von Krankheiten und relevanter Gesundheitsgefahren in der Bevölkerung als auch das Ableiten und wissenschaftliche Begründen der erforderlichen Maßnahmen zum wirkungsvollen Schutz der Gesundheit der Bevölkerung. Dazu gehört auch die Entwicklung erforderlicher diagnostischer, experimenteller oder epidemiologischer Methoden, die nicht anderweitig verfügbar sind, sowie die Bewertung gentechnischer Arbeiten und umweltmedizinischer Einflüsse und Methoden.
Das RKI ist dem Gesundheitsministerium unterstellt. Es ist weisungsgebunden und kann Aufträge des Gesundheitsministers nicht ablehnen.
Rechtsgrundlage des RKI ist § 2 des BGA-Nachfolgegesetzes vom 24. Juni 1994. Demnach wird es insbesondere auf folgenden Gebieten tätig:
1. Erkennung, Verhütung und Bekämpfung von übertragbaren und nicht übertragbaren Krankheiten,
2. epidemiologische Untersuchungen auf dem Gebiet der übertragbaren und nicht übertragbaren Krankheiten einschließlich der Erkennung und Bewertung von Risiken sowie der Dokumentation und Information,
3. Gesundheitsberichterstattung,
4. Risikoerfassung und -bewertung bei gentechnisch veränderten Organismen und Produkten und der Humangenetik.

Spezielle Aufgaben sind dem RKI im Zusammenhang mit übertragbaren Krankheiten durch § 4 Infektionsschutzgesetz (IfSG) auf nationaler Ebene und durch § 12 IfSG bei der Zusammenarbeit mit der WHO beim Vollzug der Internationalen Gesundheitsvorschriften und mit der Europäischen Union zur Bekämpfung schwerwiegender grenzüberschreitender Gesundheitsgefahren übertragen. Aufgaben im Zusammenhang mit nicht übertragbaren Erkrankungen ergeben sich beispielsweise aus § 1 des Bundeskrebsregisterdatengesetzes (Einrichtung eines Zentrums für Krebsregisterdaten) oder für Genehmigungsverfahren nach § 14 des Gentechnikgesetz und nach dem Stammzellgesetz.
Im Rahmen seiner Aufgabe der kontinuierlichen Beobachtung (Gesundheitsmonitoring) führt das RKI regelmäßig die Gesundheitsbefragung „Gesundheit in Deutschland aktuell“ als Ergänzung der „Studie zur Gesundheit Erwachsener in Deutschland“ und der „Studie zur Gesundheit von Kindern und Jugendlichen in Deutschland“ durch. Für die Wissenschaft stehen diese Daten in einem Forschungsdatenzentrum zur Verfügung.
Das Institut ist
- die zentrale Forschungs- und Referenzeinrichtung des Bundesministeriums für Gesundheit auf dem Gebiet der biomedizinischen Wissenschaften, insbesondere der Infektionskrankheiten, und der nicht-übertragbaren Erkrankungen,
- die zentrale Einrichtung des Bundesministeriums für Gesundheit für die maßnahmeorientierte Analyse gesundheitsbezogener Daten,
- die Referenzeinrichtung des Bundesministeriums für Gesundheit für Qualitätskriterien und Verfahrensstandards in der Gentechnologie und der Umweltmedizin, und
- die zentrale Einrichtung des Bundesministeriums für Gesundheit im Bereich des Öffentlichen (staatlichen) Gesundheitsdienstes.

Die Grundfinanzierung des Robert Koch-Instituts erfolgt aus Mitteln des Einzelplans des Bundesministeriums für Gesundheit und wird durch Einwerben von Drittmitteln ergänzt.

## Geschichte

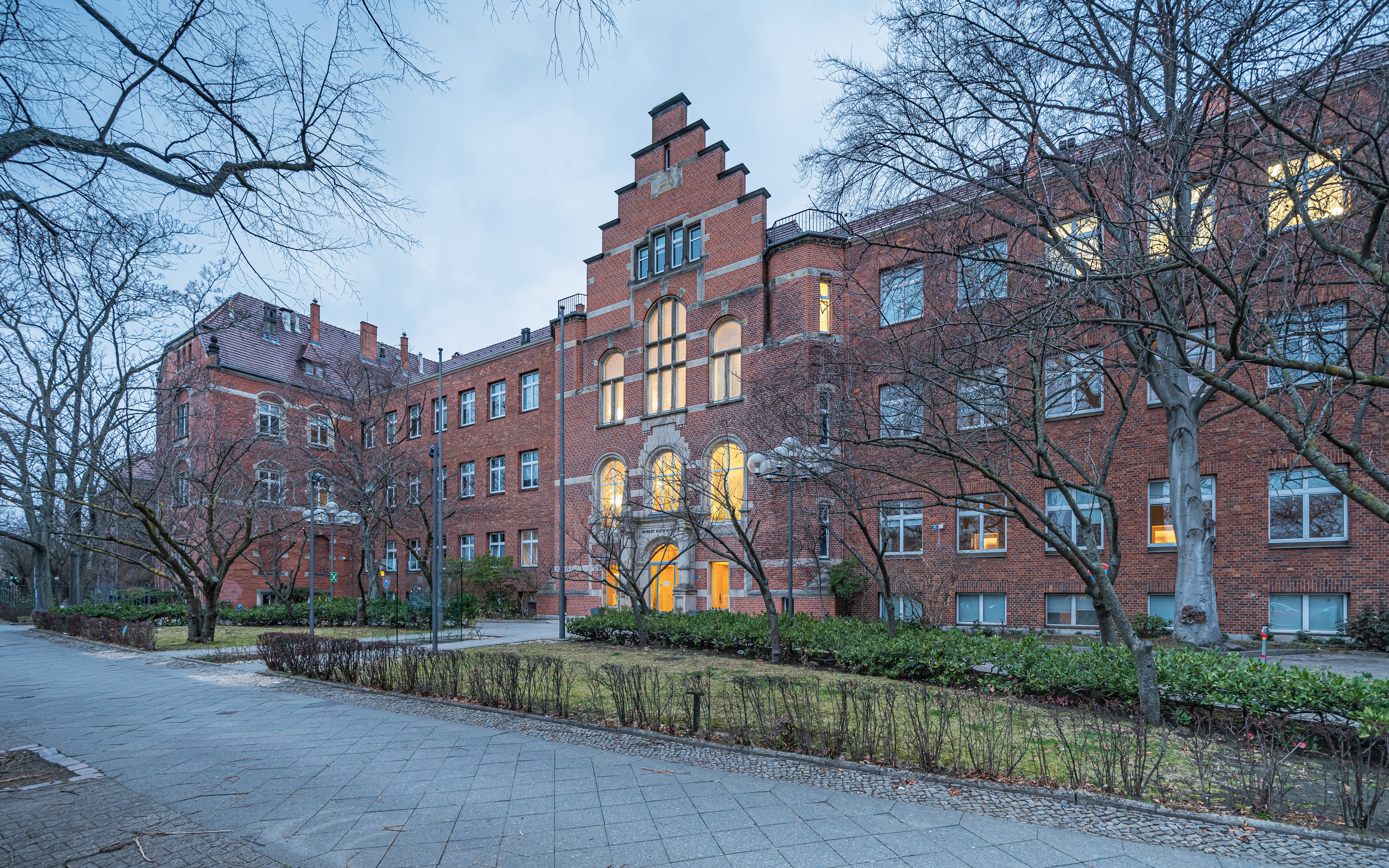
Hauptgebäude am Nordufer in Berlin-Wedding

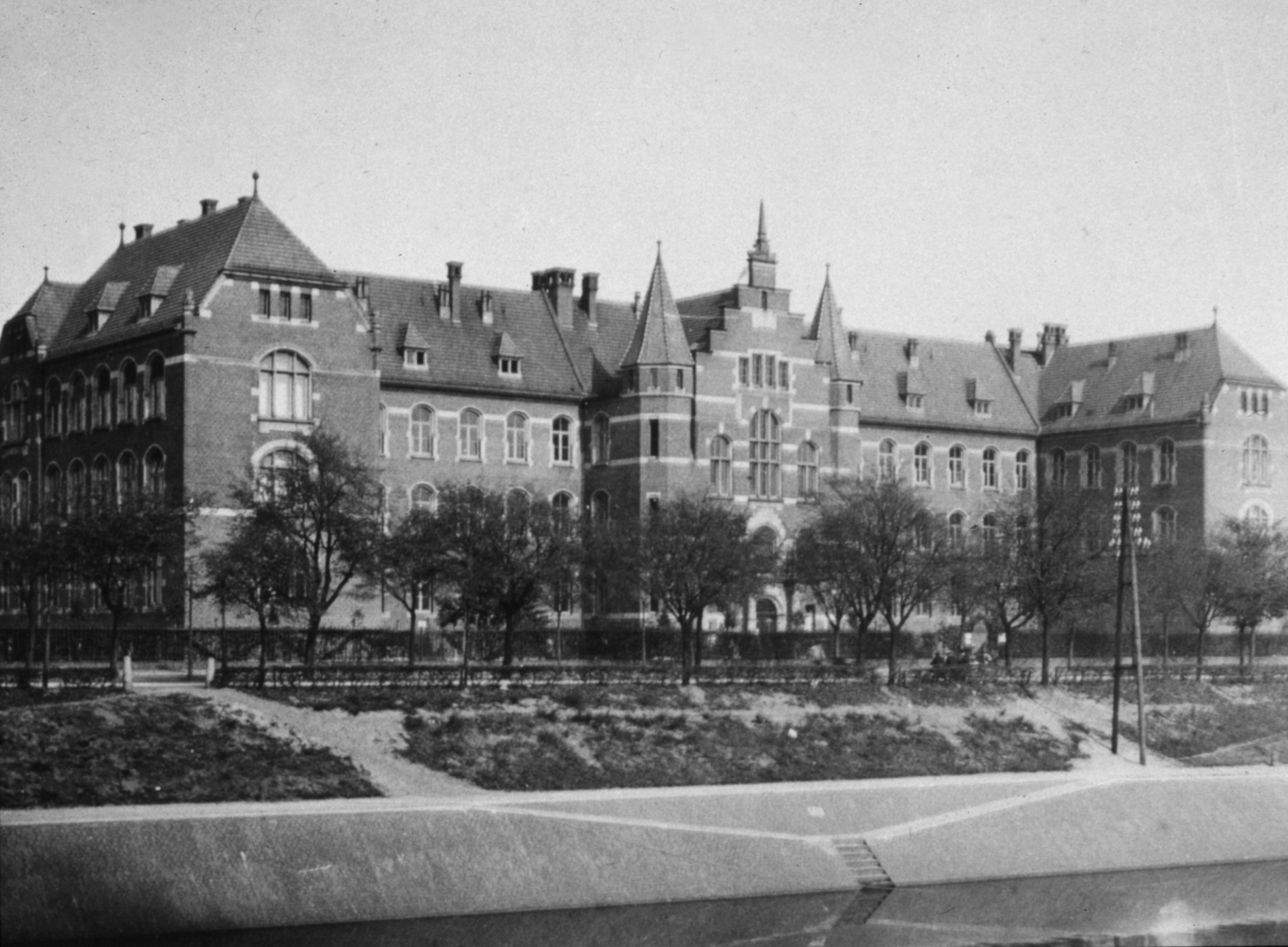
Königlich Preußisches Institut für Infektionskrankheiten (um 1900)

### Gründung
Ein eigenes Institut zur Erforschung und Bekämpfung von Infektionskrankheiten wurde in Preußen ab 1887 erwogen. Der X. Internationale Medizinische Kongress 1890 in Berlin gab schließlich den Ausschlag für die Gründung des Königlich Preußischen Instituts für Infektionskrankheiten am 1. Juli 1891, mit wissenschaftlich-experimentellen Abteilungen und einer klinischen Abteilung. Robert Koch leitete das Institut bis 1904. Seine ersten Mitarbeiter Georg Gaffky (bis 1913) und danach Friedrich Loeffler († 1915) wurden seine späteren Nachfolger im Amt. 1897 erfolgte die Grundsteinlegung für den Neubau am Nordufer, der im Sommer 1900 bezogen werden konnte. Im selben Zeitraum entstand nicht weit entfernt das Rudolf-Virchow-Krankenhaus, das 1906 eröffnet wurde. Auf Anregung Robert Kochs wurde hier eine Infektionsabteilung eingerichtet, die von einem Arzt geleitet wurde, der gleichzeitig Mitarbeiter des Koch’schen Instituts war. So sollte der Grundsatz der Trennung zwischen „wissenschaftlicher“ und „Krankenabteilung“ erhalten bleiben. Weitere Kooperationen ergaben sich durch die „Wutschutz“ (Tollwut)– und andere neue Abteilungen. Am 24. März 1912, zum 30. Jahrestag der Entdeckung des Tuberkel-Bazillus, erhielt das Institut für Infektionskrankheiten von seinem Leiter Georg Gaffky, der es als Ordinarius 1888 übernommen hatte, den Namenszusatz „Robert Koch“. Nach dem Ersten Weltkrieg verschwand das „Königlich“ aus dem Namen und wurde in „Preußisches Institut für Infektionskrankheiten Robert Koch“ umbenannt. Der Bau ist bis heute der Hauptsitz des Robert Koch-Instituts.
Das Institut übernahm entsprechende Aufgaben für Städte und Reichsbehörden. Auch internationale Anfragen wurden beantwortet.

### Menschenversuche in der Zeit des Nationalsozialismus
Nach der Ernennung Adolf Hitlers zum Reichskanzler mussten jüdische Wissenschaftler das Institut verlassen, auswandern oder sich verstecken. Zwei Drittel der vorher dort beschäftigten wissenschaftlichen Mitarbeiter waren danach nicht mehr am Institut, die meisten Projekte wurden eingestellt.
In der Zeit des Nationalsozialismus war das spätere Robert Koch-Institut vollständig von der nationalsozialistischen Ideologie durchdrungen und erheblich in die Gewaltpolitik der Nationalsozialisten involviert. Der Direktor und fast alle Abteilungsleiter wurden NSDAP-Mitglieder. Das Preußische Institut wurde 1935 zunächst dem Reichsgesundheitsamt angegliedert, war ab 1. April 1942 selbständige Reichsanstalt zur Bekämpfung übertragbarer Krankheiten und erhielt dabei den Namen Robert Koch-Institut. In Zusammenarbeit mit dem Reichsarzt SS führten viele Wissenschaftler des Instituts Menschenversuche in nationalsozialistischen Konzentrationslagern und in psychiatrischen Einrichtungen durch. Andere Mitarbeiter hatten wichtige Positionen im (wehrwissenschaftlich orientierten) Wissenschaftssystem und anderen medizinischen Einrichtungen der NS-Zeit inne. Neben Menschenversuchen im KZ Sachsenhausen wurden ab 1942 an Häftlingen des KZ Buchenwald Fleckfieberimpfstoffe getestet. Claus Schilling, Direktor der tropenmedizinischen Abteilung am RKI, infizierte im KZ Dachau zirka 1200 Insassen mit Malaria, um Malariaimpfstoffe zu testen. Durch diese Versuche starben 300 bis 400 Menschen.

### Nach 1945
Nach dem Zweiten Weltkrieg wurde das Institut der Gesundheitsverwaltung der Stadt West-Berlin zugeordnet, behielt aber einen Sonderstatus, da seine Aufgaben sich nicht auf Berlin beschränkten. 1952 wurde es Bestandteil des Bundesgesundheitsamtes (BGA). Nach der deutschen Wiedervereinigung wurden dem RKI 1991 mehrere ehemalige DDR-Behörden angegliedert. Am 17. Juli 1991 wurde im Rahmen einer Feierstunde im Otto-Braun-Saal der Staatsbibliothek in Berlin das 100-jährige Bestehen des RKI mit Vertretern aus Wissenschaft (Dieter Großklaus, Satoshi Omura, Helmut Hahn) und Politik (Gerda Hasselfeldt, Eberhard Diepgen) begangen. Einen der Festvorträge hielt der Medizinhistoriker Hans Schadewaldt. Im Zuge der Auflösung des BGA aufgrund von Infektionen durch HIV-kontaminierte Blutprodukte sowie nicht erfolgter Warnung vor kontaminierten Holzschutzmitteln wurde am 1. Juli 1994 unter dem Namen Robert Koch-Institut das Bundesinstitut für Infektionskrankheiten und nicht übertragbare Krankheiten mit Sitz in Berlin als selbständige Bundesoberbehörde im Geschäftsbereich des Bundesministeriums für Gesundheit errichtet.
Im Jahr 2008 wurde das Robert Koch-Institut mit dem Integrationspreis für die vorbildliche Beschäftigung schwerbehinderter Menschen im Land Berlin ausgezeichnet.

#### Rolle in der Coronakrise
Entsprechend seiner Rolle als Bundesoberbehörde spielte das RKI ab 2020 eine wichtige Rolle bei der kontinuierlichen Erfassung der Ausbreitung von COVID-19 insbesondere in Deutschland, der Bewertung aller verfügbaren Informationen, dem Vornehmen von Risikobewertungen zu COVID-19 für die deutsche Bevölkerung und der Erteilung von Empfehlungen für die Fachöffentlichkeit.
Das RKI bewertete das Risiko für die Bevölkerung in Deutschland am 28. Februar 2020 als „gering bis mäßig“, seit dem 17. März als „hoch“ und für Risikogruppen seit dem 26. März als „sehr hoch“. Die Gefahr variiere regional; schwere Krankheitsverläufe seien „mit zunehmendem Alter und bestehenden Vorerkrankungen“ wahrscheinlicher. Das RKI empfahl zum Infektionsschutz, genügend Abstand zu anderen Menschen einzuhalten (zum Eigen- und Fremdschutz), sich regelmäßig die Hände mit Seife zu waschen und sich nicht ins Gesicht zu fassen, um nicht das Virus auf die Schleimhäute von Mund, Nase oder Augen zu bringen. Nachdem am 26. März 2020 der Präsident der Bundesärztekammer die Bevölkerung aufgerufen hatte, zusätzlich einfachen Mundschutz zu tragen, erklärte das RKI am 2. April, das Tragen von einfachem Mundschutz könne zusätzlich mithelfen, andere Menschen nicht anzustecken. Es sei aber kein Ersatz für andere Maßnahmen wie das Abstandhalten.
Der Virologe Alexander Kekulé kritisierte im Frühjahr 2020, dass das RKI die von COVID-19 ausgehende Gefahr anfangs nicht richtig kommunizierte und auf einen frühzeitigen Ausbau der Überwachung und auf Coronavirustests schwer kranker Patienten mit grippeähnlichen Symptomen verzichtete. Als das RKI Anfang Mai 2020 die zunächst täglichen und dann zweimal pro Woche gegebenen COVID-Pressekonferenzen einstellte, wurde dies in den Medien kritisch gesehen.
Im Oktober 2021 kritisierten Medien den Umgang des RKI mit der Ermittlung der Kennzahlen. So seien hospitalisierte Patienten ohne klaren Impfstatus so eingestuft worden, als seien sie ungeimpft, damit sei die Zahl der hospitalisierten Ungeimpften „künstlich erhöht“ worden, daraus folgte eine „Überschätzung des Impfeffekts“. So führte die Unterstellung von „zu hohen Impfquoten“ zu einer künstlich erhöhten Impfeffektivität. Die Sieben-Tage-Inzidenz falle in manchen „Regionen systematisch zu niedrig aus“, der neue Leitindikator, die Hospitalisierungsinzidenz, sei „kaum aussagekräftig“. Das Problem sei, es wisse „niemand, wo Deutschland im Kampf gegen das Virus“ stehe, denn es gebe „keine echte Impfquote“, die reale Inzidenz sei wohl höher als die vom RKI dargestellte, die Zahl der Impfdurchbrüche sei unbekannt, auch dem Bundesministerium für Gesundheit, das den Medien „nicht beziffern [könne], wie hoch der tatsächliche Anteil an Impfdurchbrüchen in den Kliniken ist.“
Anlässlich der Veröffentlichung der Protokolle des RKI-Krisenstabs äußerte Lauterbach, das RKI habe unabhängig von politischer Weisung gearbeitet. Er wies den Vorwurf der politischen Einflussnahme auf das Robert-Koch-Institut in der Coronakrise zurück.

## Mausoleum und Museum

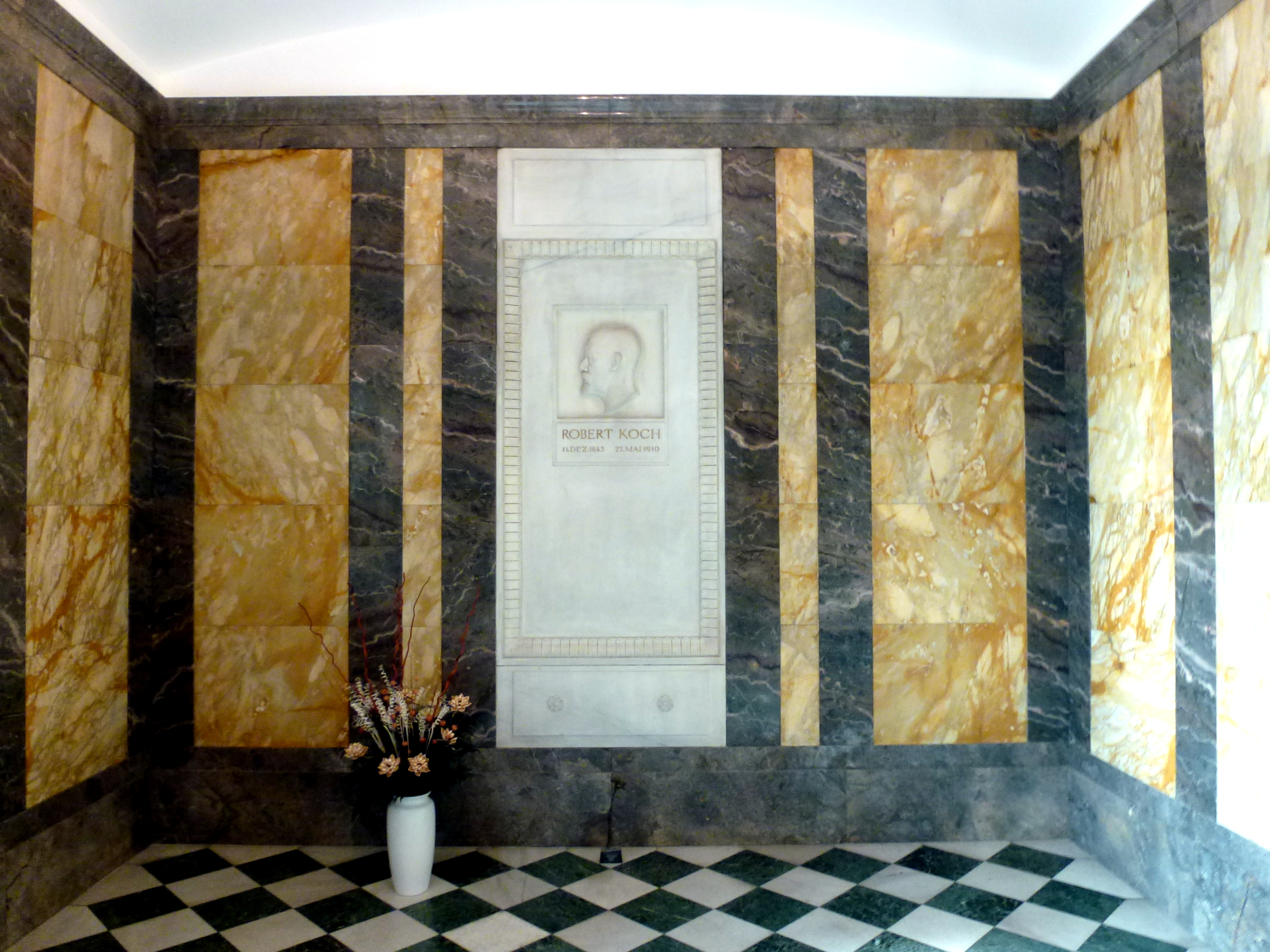
Mausoleum im RKI: Epitaph mit Reliefbild von Robert Koch

Nach dem Tod Kochs am 27. Mai 1910 wurde im Institutsgebäude eine Grabstätte für ihn eingerichtet. Im Erdgeschoss des Südwestflügels wurde dafür ein großer Raum gegenüber dem Hörsaal ausgewählt und mit Marmor in verschiedenen Farbtönen ausgekleidet. In diesem Zimmer war zu Lebzeiten Kochs die photographische Abteilung untergebracht. Die Adaptierung des Raums als Mausoleum erfolgte nach Plänen des Architekten Paul Mebes. Am 4. Dezember 1910 wurde in Anwesenheit von Familienangehörigen Kochs die kupferne Urne mit seiner Asche dort beigesetzt. Die offizielle Einweihung des Mausoleums fand am 10. Dezember 1910 statt. Das Mausoleum des Institutsgebäudes enthält an seiner westlichen Schmalseite das von dem Berliner Künstler Walter Schmarje ausgeführte Epitaph mit dem Reliefbild Kochs. Darunter befindet sich in einer durch eine weiße Marmorplatte verschlossenen Nische die Urne mit der Asche Kochs. An der Ostseite des Raumes sind unter der Überschrift „Robert Koch – Werke und Wirken“ wesentliche Daten zu den Ergebnissen seiner Forschungsarbeit dargestellt. Die Bestattung Kochs im Institutsgebäude war möglich, da es zu der Zeit in Preußen noch kein Gesetz über die Urnenbeisetzung gab.
Das Mausoleum sowie das angegliederte Museum zu Leben und Wirken Robert Kochs und der heutigen Arbeit des Instituts sind öffentlich zugänglich. Nach einer fast zweijährigen Planungs- und Bauphase wurde das Museum am 30. November 2017 neu eröffnet und ist seit dem 1. Dezember 2017 für das Publikum zugänglich. Die Neugestaltung und Erweiterung erfolgte in Zusammenarbeit mit dem Museum für Naturkunde.

## Struktur und Leitung
Robert Koch, der erste Direktor, leitete das Institut 13 Jahre. Fred Neufeld und Georg Henneberg blieben 18 beziehungsweise 17 Jahre in der Institutsleitung. Der amtierende Präsident ist seit 2023 Lars Schaade.

### Gliederung
Das RKI gliedert sich in folgende Bereiche
- Abteilung für Infektionskrankheiten
- Abteilung für Epidemiologie und Gesundheitsberichterstattung
- Abteilung für Infektionsepidemiologie
- Zentrum für Biologische Gefahren und Spezielle Pathogene
- Methodenentwicklung, Forschungsinfrastruktur und Informationstechnologie
- Zentrum für Internationalen Gesundheitsschutz
- Projektgruppen (Immunologische Abwehrmechanismen, Acinetobacter baumannii, Neuartige Zoonosen, Epidemiologische Modellierung von Infektionskrankheiten, Virulenzfaktoren von Salmonellen und Campylobacter)
- Nachwuchsgruppen (Mikrobielle Genomik, Metabolismus Mikrobieller Pathogene)
- Globale Gesundheit und Biosicherheit
- Zulassungsstelle für Anträge nach Stammzellgesetz
- Leitungsbereich und Zentrale Verwaltung
- Presse, Öffentlichkeitsarbeit
- Forschungskoordination

Das RKI ist (Mit-)Herausgeber verschiedener wissenschaftlicher Periodika, darunter das Epidemiologische Bulletin, das Journal of Health Monitoring und das Bundesgesundheitsblatt. Am Institut sind verschiedene Nationale Referenzzentren, Konsiliarlabore sowie wissenschaftliche Kommissionen angesiedelt, darunter die Ständige Impfkommission (STIKO) und die Kommission für Krankenhaushygiene und Infektionsprävention (KRINKO).

### Mitarbeiter
Das RKI beschäftigt nach dem Stand von April 2023 etwa 1500 Mitarbeiter, davon rund 700 Wissenschaftler, einschließlich Doktoranden und Trainees. Etwa 450 Mitarbeiter sind befristet beschäftigt. Rund 320 arbeiten in Teilzeit.

### RKI 2010
Um den neuen Herausforderungen im Gesundheitswesen gerecht zu werden, wurde 2008 vom Bundestag die Projektgruppe „RKI 2010“ einberufen, ein Gremium nationaler und internationaler Experten im Bereich des öffentlichen Gesundheitswesens, deren Aufgabe es war, ein tragfähiges Konzept zur notwendigen Stärkung und Neugestaltung des Instituts zu erarbeiten. Infolgedessen wurde ab 2010 am Standort Seestraße ein neues Labor- und Bürogebäude errichtet und erhielt dazu Bundesmittel von rund 170 Millionen Euro.
Durch das Programm konnten neue und drängende Public-Health-Themen erfolgreich bearbeitet und hochqualifizierte Fachkräfte für die speziellen Fachaufgaben gewonnen werden. Die zunächst als wissenschaftliche Projekte gestarteten Einzelthemen sind zwischenzeitlich überwiegend als längerfristige Aufgaben in die Fachabteilungen des RKI integriert und haben sich auch im Geschäftsverteilungsplan dauerhaft niedergeschlagen.

### Hochsicherheitslabor
Am 3. Februar 2015 wurde ein neues Hochsicherheitslabor in Berlin eingeweiht. Neben dem Bernhard-Nocht-Institut für Tropenmedizin in Hamburg, einem Labor der Sicherheitsstufe 4 in Marburg und dem Friedrich-Loeffler-Institut auf der Insel Riems ist es das vierte dieser Art in Deutschland und das einzige des Bundes im humanmedizinischen Bereich. Gebaut wurde es am Standort Seestraße direkt neben der Sonderisolierstation des Virchow-Klinikums, auf der bereits Patienten mit Verdacht auf Ebola behandelt wurden.
Das Labor wurde am 31. Juli 2018 in Betrieb genommen.

## Standorte

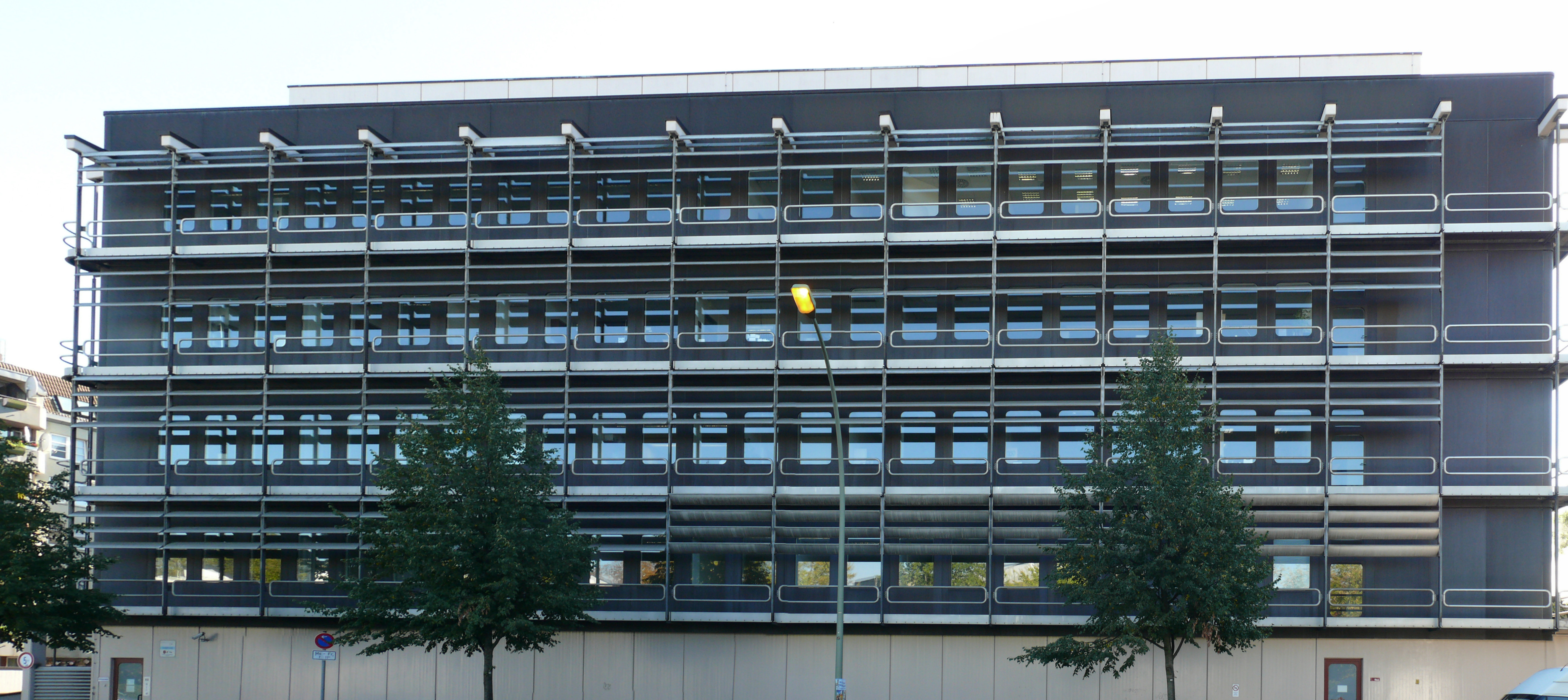
Laborgebäude von 1978 in der Föhrer Straße

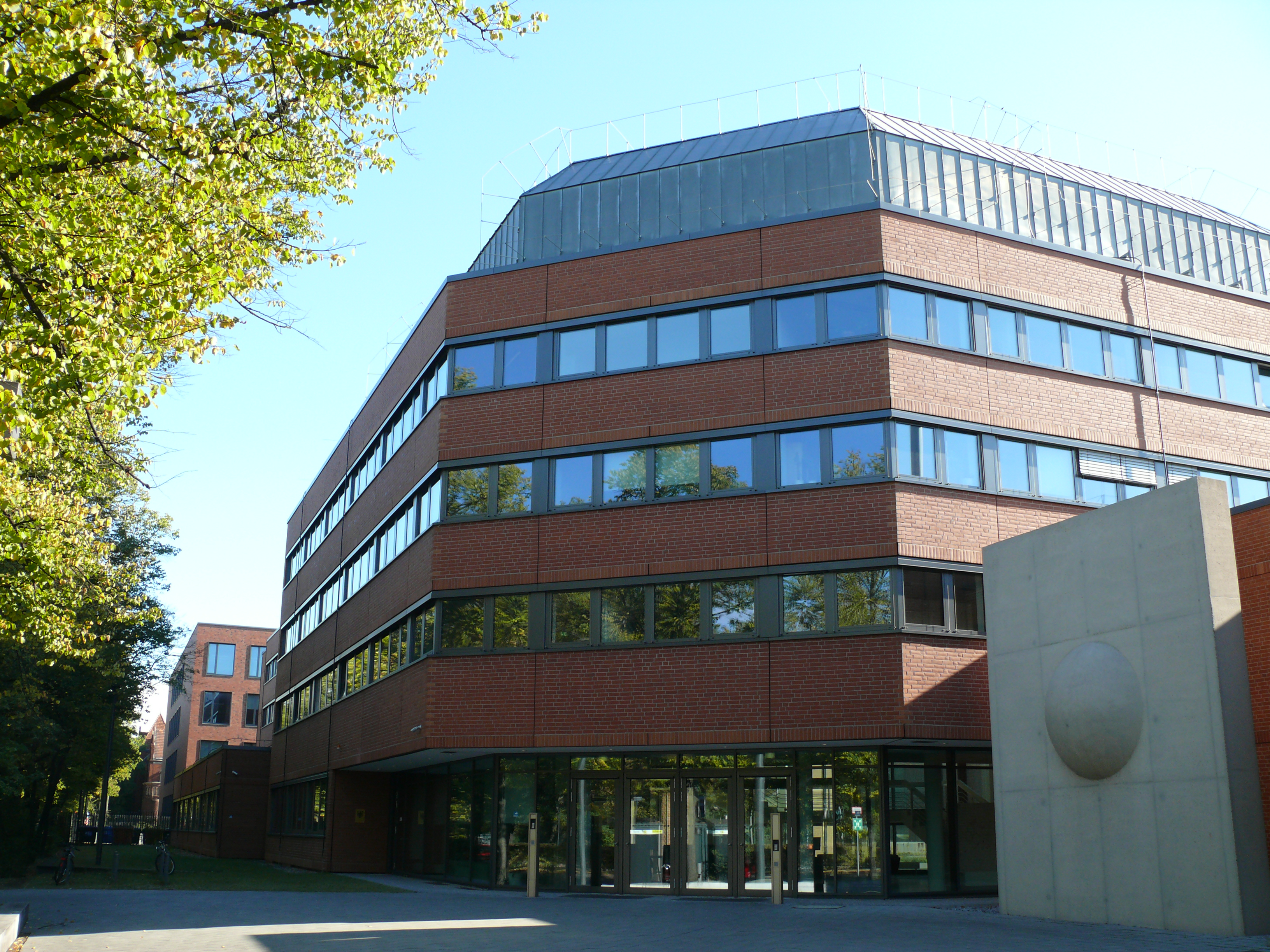
Eingang Seestraße 10

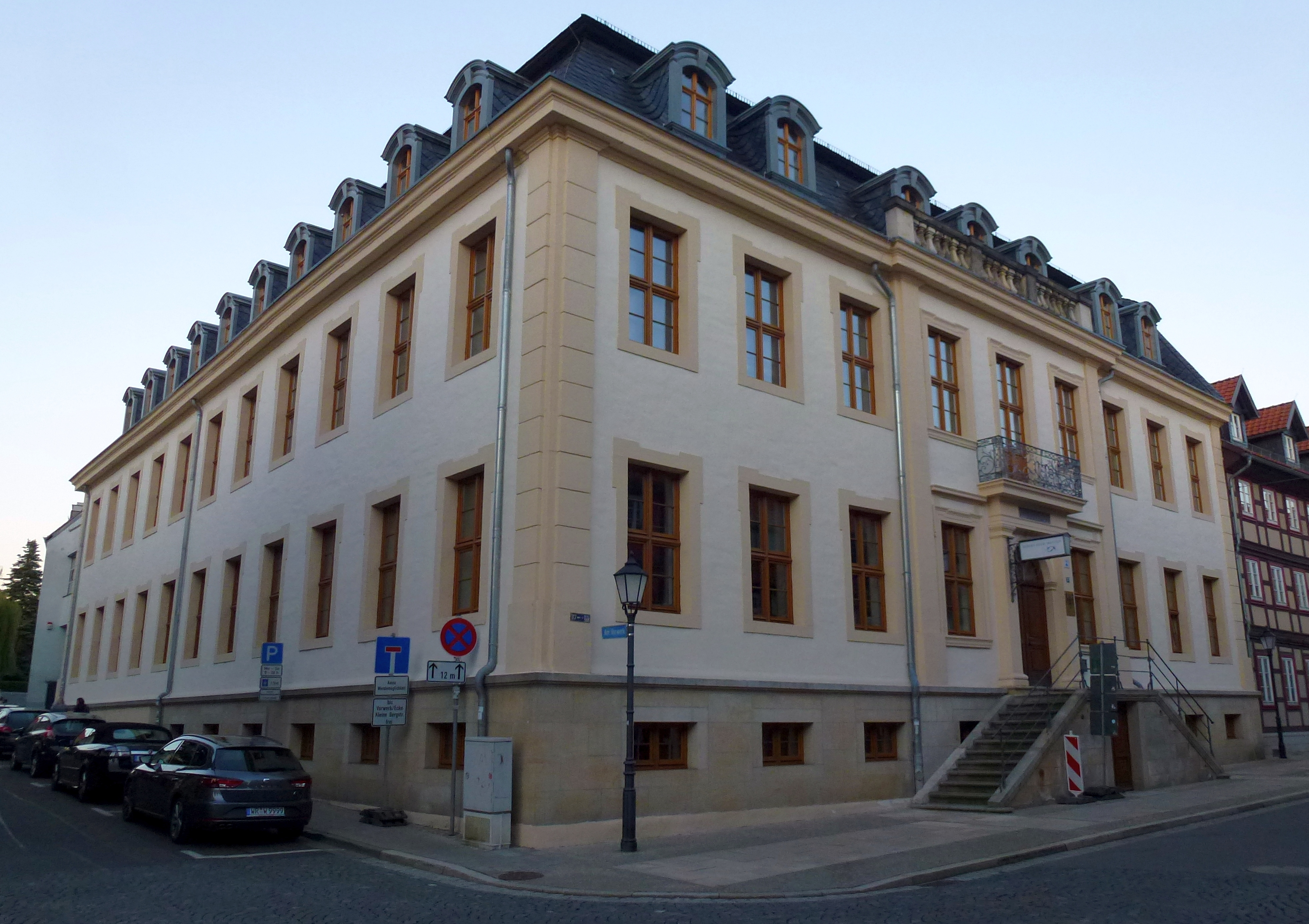
Außenstelle Wernigerode

### Hauptsitz: Nordufer
In dem 1897–1900 errichteten Gebäude am Nordufer befindet sich der Hauptsitz des Robert Koch-Institutes. Es wurde vom preußischen Staat als Institutsgebäude für das 1891 gegründete Königlich Preußische Institut für Infektionskrankheiten errichtet und ist heute ein gelistetes Baudenkmal. Das historische Gebäude in unmittelbarer Nähe des Campus Virchow-Klinikum der Charité beherbergt die Institutsleitung, Forschungsgruppen zu HIV und Bioinformatik, die Verwaltung, die Bibliothek, das Mausoleum für Robert Koch und ein öffentlich zugängliches Museum (siehe oben).

### Seestraße
Der sanierte Gebäudekomplex sowie ein Labor- und Büroneubau an der Seestraße 10 wurden am 3. Februar 2015 in Anwesenheit von Kanzlerin Angela Merkel, Gesundheitsminister Hermann Gröhe und Umweltministerin Barbara Hendricks eröffnet. Hier befinden sich die Mehrzahl der Forschungslabore einschließlich des neu eingerichteten Biosafety-Level-4-Labors. Ebenfalls befinden sich hier zentrale Einrichtungen wie die IT-Abteilung.

### Gerichtstraße
Das Gebäude in der Gerichtstraße 27 wird als Baudenkmal in der Berliner Denkmalliste geführt und wurde in den Jahren 1910 bis 1912, von der Berliner Wäschefabrik AG, als sechsgeschossiges Fabrikgebäude in Eisenbetonbauweise sowie massiver Eisenbetonfassade, errichtet. Das Grundstück befindet sich im Ortsteil Gesundbrunnen im Bezirk Berlin-Mitte, zwischen der Gerichtsstraße und der Pankstraße sowie der Ringbahntrasse und der Panke und behaust die Abteilung für Epidemiologie und Gesundheitsmonitoring sowie die Institutsdruckerei.

### Außenstelle: Wernigerode
Die Forschungsstätte in Wernigerode am Harz, die der DDR als zentrale Einrichtung für Bakterienforschung gedient hatte, wurde in den 1990er Jahren zu einer wichtigen Außenstelle des Berliner Instituts. Heute ist selbiges in modernen Laboratorien und einem 1754 als Barockbau errichteten Gebäude und Nebengelassen untergebracht. Die Hauptforschungsbereiche sind bakterielle Infektionen, Antibiotika-Resistenzen, Zoonosen, Wirts-Pathogen-Interaktionen und angewandte Bioinformatik. Hier befinden sich unter anderem das Nationale Referenzzentrum für Staphylokokken und Enterokokken und das Nationale Referenzzentrum für Salmonellen und andere Darmpathogene.

### Außenstelle: Wildau
In Wildau befindet sich die 2021 eingerichtete Abteilung ZKI-PH Zentrum für künstliche Intelligenz – Public Health.

### Ehemalige Liegenschaft: General-Pape-Straße
In dem 1895–1897 für die Landwehrinspektion Berlin errichteten Kasernengebäude in der General-Pape-Straße befand sich die Abteilung für Epidemiologie und Gesundheitsmonitoring sowie die Institutsdruckerei. Diese sind 2024 in die Liegenschaft in der Gerichtstraße umgezogen. Der Gebäudekomplex ist zusammen mit anderen Kasernengebäuden ein gelistetes Baudenkmal.

## Neugliederung des Instituts
Neben dem Robert Koch-Institut, dem Paul-Ehrlich-Institut und dem Bundesinstitut für Arzneimittel und Medizinprodukte (BfArM) soll ein Bundesinstitut für Öffentliche Gesundheit (BIÖG) als vierte dem Bundesgesundheitsministerium (BMG) nachgeordnete Behörde fungieren und sich um die Vermeidung nicht übertragbarer Erkrankungen kümmern. Dabei sollen Teile des RKI auf das neue Institut übergehen.